# La Joya (Teksas)
La Joya je grad u američkoj saveznoj državi Teksas. Prema popisu stanovništva iz 2010. u njemu je živjelo 3.985 stanovnika.